# Vazouza
La Vazouza (en russe : Вазуза) est une rivière de Russie et un affluent de la rive droite de la Volga. Elle arrose les oblasts de Smolensk et de Tver.

## Géographie
Sa longueur est de 162 km et son bassin versant s'étend sur 7 120 km2.
Le cours inférieur de la rivière est devenu le réservoir de Vazouza.
La Vazouza arrose les villes de Sytchiovka et de Zoubtsov, cette dernière se trouvant à la confluence de la rivière avec la Volga.